# Demeter Fragrance Library
Demeter Fragrance Library (DemeterFL, Inc.) — нью-йоркская компания-производитель парфюмерии, появившаяся в 1990-х годах[уточнить].
Основателями марки являются два парфюмера — Кристофер Гейбл и Кристофер Брозиус. В настоящее время владельцем компании является Марк Креймс.
Demeter является основоположником моды на недорогие нишевые моноароматы с запахами винила, бананового фламбе, гигантской секвойи, коктейля «Секс на пляже», детской присыпки, лунной дорожки — за почти 20 лет работы в коллекции набралось больше 265 ароматов.
Все ароматы Demeter делятся на две линейки (в зависимости от концентрации): летучие одеколоны и туалетная вода «Demeter Naturals» с цветочными мотивами.
Вся продукция Demeter натуральна минимум на 95 %: спиртовую основу делают из переработанной кукурузы, ничего не тестируют на животных и не используют красителей.
Обладатели серии наград FiFi Awards:
Мужской аромат Года — Вне продаж
- 2001 — Demeter Sugar Cane[3]
- 2000 — Snow[4]

Женский аромат года — Нишевый (Women’s Fragrance of the Year — Nouveau Niche)
- 2001 — Demeter Sugar Cane[3]
- 2000 — Snow[4]